# بوزون هیگز
بوزون هیگز (به انگلیسی: Higgs boson) یا سازوکار BEH برگرفته از نامِ پیتر هیگز، یک ذره بنیادی اولیه دارای جرم است. مشاهده تجربی این ذره باعث شد دانشمندان بتوانند دربارهٔ چگونگی جرم‌دار شدن ماده توسط ذرات بنیادی بدون جرم دیگر، توضیح دهند. به‌طور خاص بوزون هیگز می‌تواند دلایلی برای تفاوت‌های بین فوتون که بدون جرم است و بوزون‌های W و Z که نسبتاً پرجرم هستند ارائه کند. جرم ذرات بنیادی تفاوت‌های بین الکترومغناطیس (که توسط فوتون‌ها ایجاد می‌شود) و نیروی هسته‌ای ضعیف (که توسط بوزون‌های W و Z ایجاد می‌شود) در ساختار میکروسکوپیک (و به دنبال آن ماکروسکوپیک) ماده مؤثر هستند. بنابراین بوزون هیگز یک مؤلفه بسیار مهم در جهان ماده است.
در ۴ ژوئیه ۲۰۱۲ سرن (CERN) در سمیناری اعلام کرد که یک بوزون معادل ۱۲۵ گیگا الکترون ولت در دو اسپکترومتر جداگانه کشف و مشاهده شده است.

یک نمودار فاینمن که چگونگی تولید هیگز در برخورددهنده هادرونی بزرگ را نمایش می‌دهد: دو گلوئون به زوج کوارک سر-پاد سر وامی پاشند، سپس دو زوج مخالف از اینها تشکیل یک ذره هیگز خنثی را می‌دهند.

## نظریه هیگز
بر پایه نظریه هیگز، کل جهان را میدان هیگز فرا گرفته است. برای این‌که تصوری از میدان داشته باشید، میدان آشناتر الکترومغناطیس را در نظر بگیرید. همه شما احتمالاً این آزمایش معروف را یا انجام داده‌اید یا دیده‌اید که یک آهن‌ربا را زیر یک کاغذ می‌گذاریم، روی کاغذ براده‌های آهن می‌ریزیم و می‌بینیم که این براده‌ها در مسیرهای مشخصی که خطوط میدان مغناطیسی هستند قرار می‌گیرند. در واقع آهن‌ربا یک میدان مغناطیسی دارد که بر موادی که خاصیت فلزی دارند تأثیر می‌گذارد
براساس نظریه هیگز، مهم نیست اطراف یک جرم باشید یا جایی که فکر می‌کنید خلأ است؛ همه جا میدان هیگز وجود دارد. اگر می‌خواهید تصور بهتری از نوع حضور این میدان داشته باشید یک آکواریوم را تصور کنید که پر از آب است. برای ماهی‌ای که درون این آکواریوم است شاید بقیه فضای آکواریوم خالی به نظر آید، اما می‌دانیم که مملو از ماده‌ای به نام آب است که این آب عمدتاً از ماده‌ای به نام مولکول آب یا H2O تشکیل شده است. میدان هیگز هم به همین ترتیب همه جا را دربر گرفته، ولی به جای مولکول‌های آب از ذره‌ای بنیادی به نام بوزون هیگز تشکیل شده است.
این ذره بنیادی جرم مشخصی دارد و نسبتاً ذره سنگینی به‌شمار می‌رود. اما مهم‌تر از جرم، این ویژگی مهم را دارد که با ذرات بنیادی دیگر اطراف خود واکنش نشان می‌دهد. مانند ذرات براده آهن که در میدان مغناطیسی واکنش نشان می‌دهند و در مسیرهای مشخصی قرار می‌گرفتند هر ذره با این بوزون‌های هیگز در حال واکنش دادن است. آنچه ذره هیگز را مهم می‌کند، این است که بر اساس این نظریه، نوع و قدرت واکنش بوزون‌های هیگز با مواد و ذرات بنیادی اطراف آن معلوم می‌کند که آن ذره چقدر جرم داشته باشد. یعنی جرم الکترون به دلیل قدرت واکنش الکترون‌ها با بوزون هیگز است. اگر فوتون تقریباً بدون جرم است به این دلیل است که واکنش آن با بوزون‌های هیگز بسیار ضعیف است و در عوض الکترون واکنش قوی‌تری دارد.
از طرف دیگر چون بوزون‌های هیگز همه جای میدان هیگز قرار دارند و همه عالم را پر کرده‌اند. پس یک ذره مانند الکترون یا فوتون فارغ از اینکه کجای کیهان قرار دارد، به‌طور دائمی در حال واکنش با بوزون هیگز است و در نتیجه جرم ثابتی دارد.

## جرم ذرات

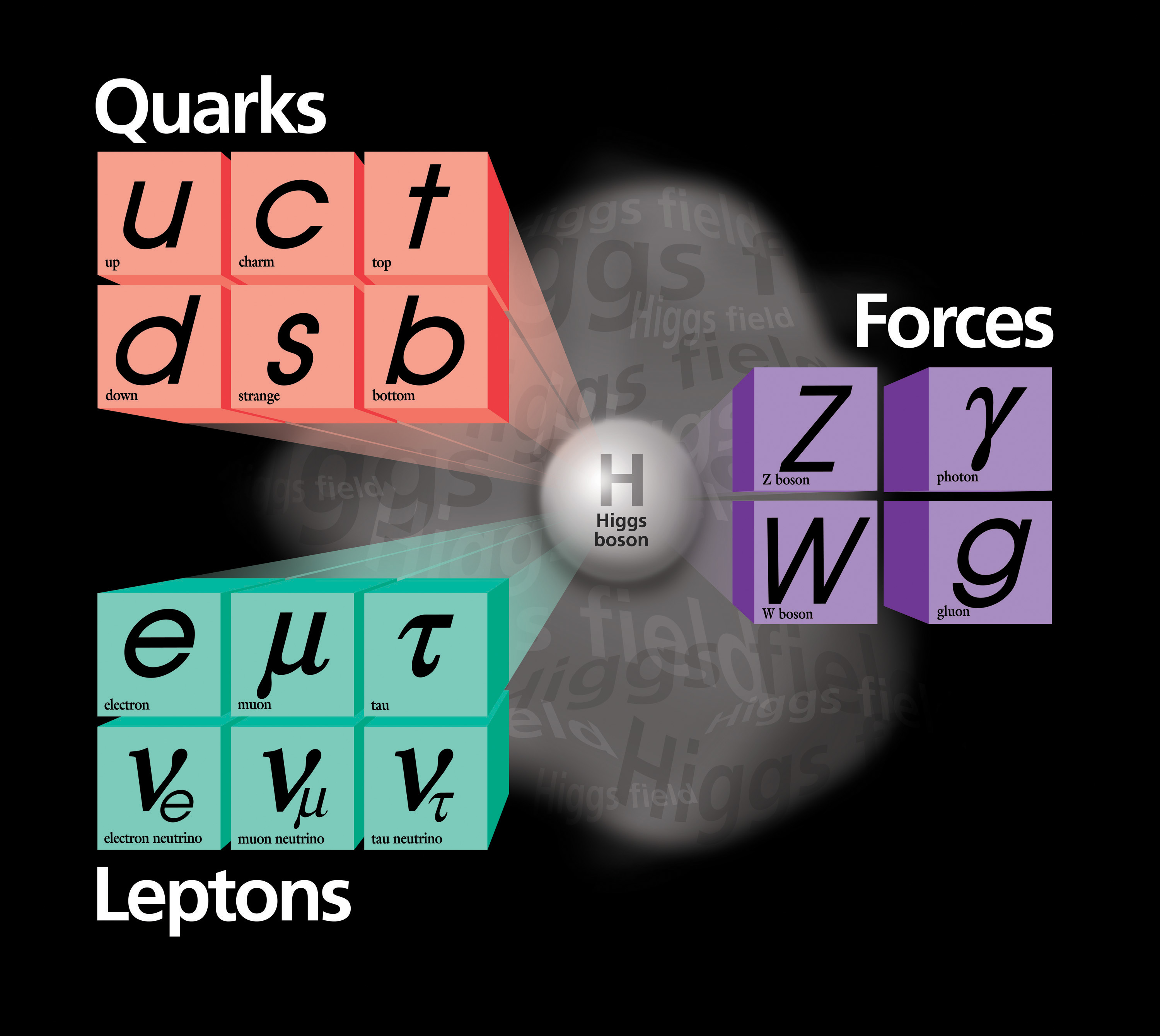
این نشان‌دهندهٔ ذرات بنیادی مدل استاندارد است: در اینجا ۱۲ ذرهٔ بنیادی که ماده را تشکیل می‌دهند (جعبه‌های نارنجی و سبز) و ۴ حامل نیروی اساسی (جعبه‌های بنفش) دیده می‌شوند. به نظر می‌رسد برخی از آنها به بوزون هیگز در مرکز «لنگر» شده‌اند. فوتون و گلوئون با هیگزها برهمکنش ندارند. بنابراین بدون جرم هستند. اما این سه نوترینو با هیگز تعامل دارند. هرچند این تعامل ضعیف است. بنابراین جرم بسیار کمی دارند. چارچوب نظری فعلی که ذرات بنیادی و نیروهای آنها را توصیف می‌کند و به مدل استاندارد معروف است مبتنی بر آزمایش‌هایی است که در سال ۱۸۹۷ با کشف الکترون آغاز شد. امروزه می‌دانیم که شش لپتون، شش کوارک و چهار حامل نیرو وجود دارند.

به این ترتیب در مدل استاندارد ذرات بنیادی، بوزون‌های هیگز می‌توانند توضیح دهند که چرا هر ذره جرم مخصوص به خود را دارد. این ذرات را تنها می‌توان زمانی آشکار کرد که بتوان برخوردهای بزرگی را میان ذرات بنیادی ایجاد کرد و در شرایط آشوبناک و آزاد شدن انرژی حاصل از برخورد این ذره برای مدتی ظاهر می‌شود. یکی از دلایل اصلی و هدف‌های علمی اولیه ساخت شتاب‌دهنده بزرگ‌هادرونی در مرکز پژوهش‌های سرن نیز تلاش برای آشکار کردن این ذره و تأیید وجود آن بود. البته اگر تلاش سرن هم مانند تواترون در آزمایشگاه ملی فرمی به ثمر نمی‌رسید و بوزون هیگز پیدا نمی‌شد اتفاق مهمی در دنیای فیزیک محسوب می‌شد. چرا که در این صورت دانشمندان باید سراغ نظریات پیچیده‌تری برای توجیه جرم مواد بروند که به نام نظریات فارغ از هیگز معروف هستند.

## ذرّهٔ خدا
پس از نوشته شدن کتابی بنام ذرهٔ خدا اگر پاسخ کائنات است، سؤال چیست؟ توسط لئون لدرمن که در آن این ذره را «ذرّهٔ خدا» نامید، اغلب در رسانه‌ها از بوزون هیگز به عنوان «ذره خدا» یا «ذره الهی» یاد می‌شود. لیان لدرمن به مزاح اما به صراحت در صفحه ۲۲ کتاب خود نوشته است که تصمیم داشته ذره‌ای که اثبات وجودش آن همه هزینه برده و دانشمندان را دهه‌ها سال به زحمت انداخته است را "goddamn"؛ (ذرّهٔ لعنتی، یا ذرّهٔ از سوی خدا لعنت شده) نام دهد. اما چون ناشر از چاپ این نام سر باز می‌زده damn آخر آن را حذف کرده و اینگونه شد که ذرّهٔ خدا نام گرفت که البته با مخالفت زیادی از سوی کاشفان این ذره پیتر هیگز و فرانسوا انگلر مواجه شد.

## اعلام رسمی کشف بوزون هیگز
در ۱۴ مارس ۲۰۱۳ فیزیکدانان برخورددهنده هادرونی بزرگ مرکز سرن خبر کشف ذره بوزون هیگز را به‌طور رسمی اعلام کردند. پس از دو مشاهده برخورد و شناسایی اولیه بوزون هیگز در برخورددهنده CMS و اطلس در ماه‌های پیش از آن، حال با تأیید شناسایی این ذره، فیزیک ذرات مدل استاندارد تکمیل شده است.

## مشارکت ایران
دانشجویانی از پژوهشگاه دانش‌های بنیادی طی سه مرحله به مرکز پژوهش‌های هسته‌ای اروپا (سرن) اعزام شده و در داده‌گیری و تحلیل داده‌های شتابگر بزرگ هادرونی مشارکت داشته‌اند.